# Anne Glover

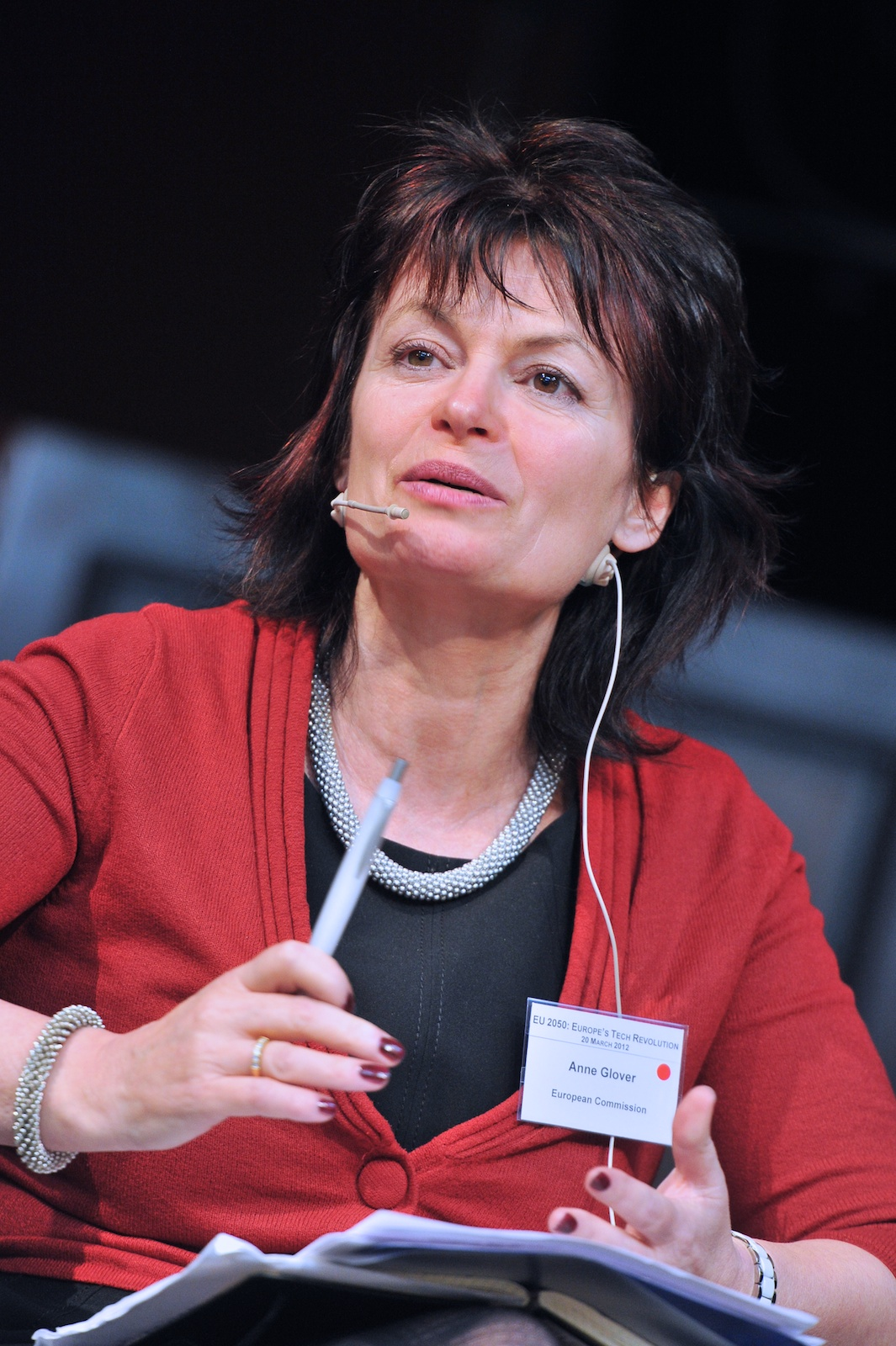
Anne Glover (2012)

Dame Lesley Anne Glover (geboren am 19. April 1956 in Arbroath) ist eine schottische Biologin. Von 2012 bis 2014 war sie Chief Scientific Adviser (Wissenschaftliche Chefberaterin) des Präsidenten der Europäischen Kommission.

## Ausbildung
Glover besuchte die High School of Dundee. 1978 erwarb sie an der University of Edinburgh einen Bachelor-Abschluss in Biochemie. 1979 erwarb sie am King’s College, Cambridge einen Master-Abschluss. 1981 wurde sie ebendort mit einer Arbeit zur Biosynthese von Membranproteinen von Halobakterien promoviert.

## Wirken
Glover wurde nach der Promotion Lektorin an der University of Aberdeen und wohnt seither mit ihrem Mann Ian George in Aberdeen. Mit den Ergebnissen ihrer Forschung gründete sie das Unternehmen Remedios. Sie erhielt eine Professur für Molekular- und Zellbiologie in Aberdeen. Von 2006 bis 2011 war Glover der erste Chief Scientific Adviser für Schottland beim Schottischen Parlament. Bis 2012 war sie Mitglied des Scottish Science Advisory Committee und des Scottish Council of Economic Advisers.

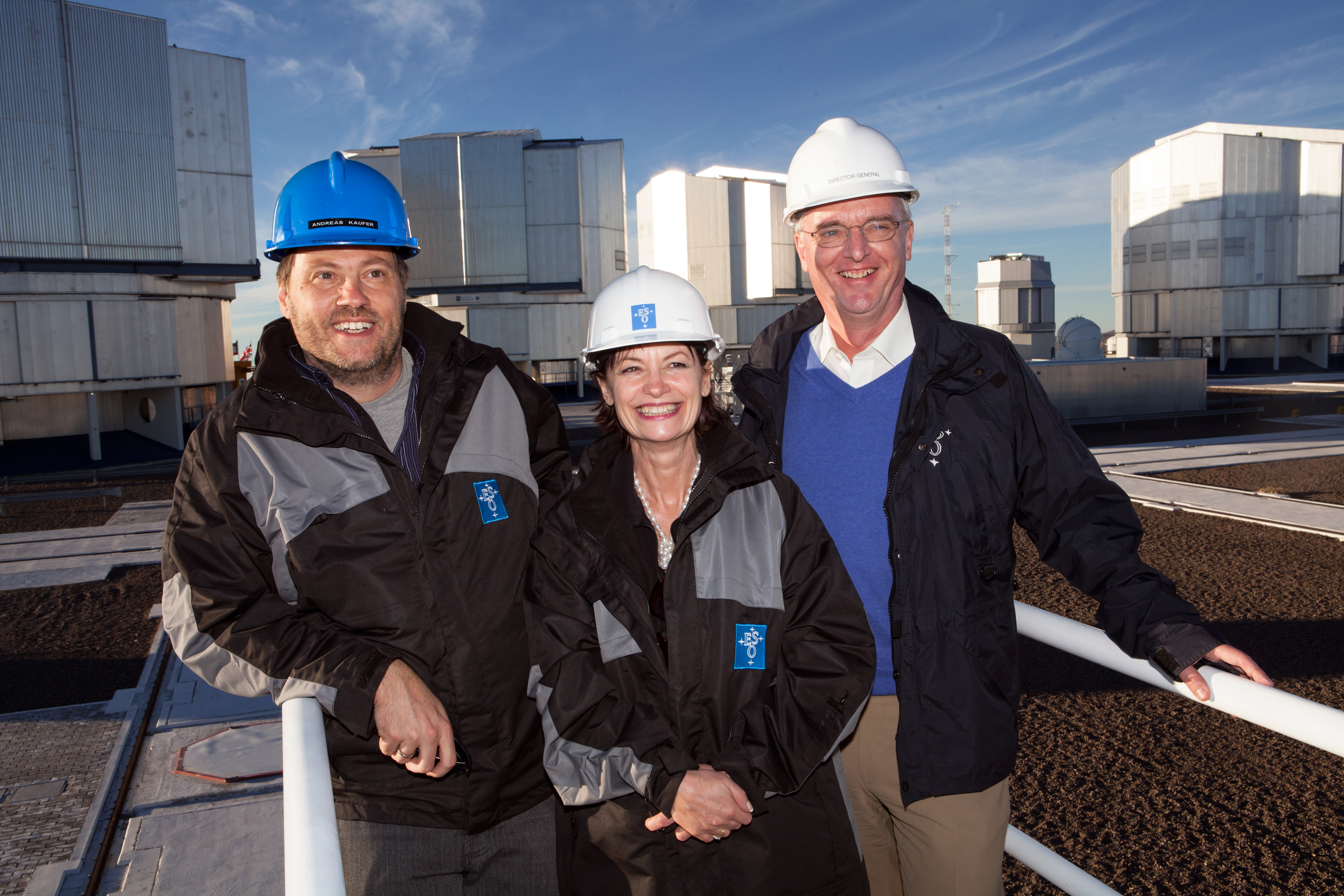
Anne Glover, Wissenschaftliche Chefberaterin der Europäischen Kommission, besucht das Paranal-Observatorium.

Im Jahr 2012 wurde Glover zum ersten Chief Scientific Adviser (Wissenschaftliche Chefberaterin) des Präsidenten der Europäischen Kommission berufen. In dieser von José Manuel Barroso geschaffenen Funktion bestand ihre Aufgabe darin, den Kommissionspräsidenten mit unabhängiger Expertise zu Fragen der Wissenschaft, Technologie und Innovation zu versorgen. Darüber hinaus bestand ihre Aufgabe darin, als Botschafterin für die europäische Wissenschaft zu dienen.
Anne Glover vertritt die Position, dass gentechnisch veränderte Pflanzen nicht mit höheren Risiken behaftet seien als Pflanzen aus konventioneller Züchtung. Für diese eindeutige Positionierung wurde Glover von Nichtregierungsorganisationen wie Greenpeace kritisiert. Greenpeace und einige andere Gruppen starteten im Jahr 2014 eine Lobby-Kampagne mit dem Ziel, die erst 2012 geschaffene Position des Chief Scientific Adviser wieder abzuschaffen. Im November 2014 entschied der neu gewählte Präsident der Europäischen Kommission, Jean-Claude Juncker, die Abschaffung des Postens. Glover war somit die erste und einzige Person, die diesen Posten bekleidet hat.
Presseberichten zufolge stand die Abschaffung des Postens durch Juncker in Zusammenhang mit Glovers Position zu gentechnischen Anwendungen und Junckers Plan, den EU-Mitgliedsstaaten die Entscheidung über die Zulassung von GV-Pflanzen selbst zu überlassen, unabhängig von der wissenschaftlichen Evidenz. Glovers Abberufung bzw. die Abschaffung des Postens des Wissenschaftlichen Chefberaters wurde von der wissenschaftlichen Gemeinschaft kritisiert.
Glover positionierte sich im August 2015 auch zu der von Richard Lochhead, Minister für Umwelt und ländliche Angelegenheiten in Schottland, vertretenen Position eines Verbots des Anbaus gentechnisch modifizierter Pflanzen in Schottland.
2005 wurde sie Fellow der Royal Society of Edinburgh, deren Präsidentschaft sie seit 2018 innehat. In die Academia Europaea wurde sie 2014 als ordentliches Mitglied aufgenommen. Im selben Jahr wurde sie Ehrenmitglied der Royal Society of Chemistry. 2015 wurde sie als Dame Commander des Order of the British Empire geadelt. 2016 wurde sie zum Mitglied der Royal Society gewählt.